# 大前錦次郎
大前 錦次郎（おおまえ きんじろう、1910年 - ?）は、日本の料理人。
寿司を世界に広めた人物である。元全国鮨組合会長・理事長。

## 経歴
明治43年（1910年）、東京府東京市神田区神田錦町（現:東京都千代田区神田錦町）に生まれる。
青山大寿司の2代目として、全国鮨組合及び東京鮨組合の会長、理事長を歴任。すしの日を提案し、技術コンテストを始めるなどすしの普及に尽力。
初の英文による寿司に関する書籍「The book of sushi」を発行、アメリカ合衆国ワシントンD.C.の全米桜祭りに日本人職人を引き連れ参加し、アメリカ合衆国をはじめ世界に日本のすし文化を広めた。
昭和43年（1968年）厚生大臣表彰、昭和47年（1972年）紫綬褒章、昭和59年（1984年）勲四等瑞宝章を受章。

## 著書
- 『すし調理師への道』全国すし商環境衛生同業組合連合会 1969
- 『鮨のわかる本』広斉堂 1976
- 『The book of sushi』Kodansha International 1981
- 『ザ・すし：知らなきゃ損するすしの話』調理栄養教育公社 1985